# 八旗

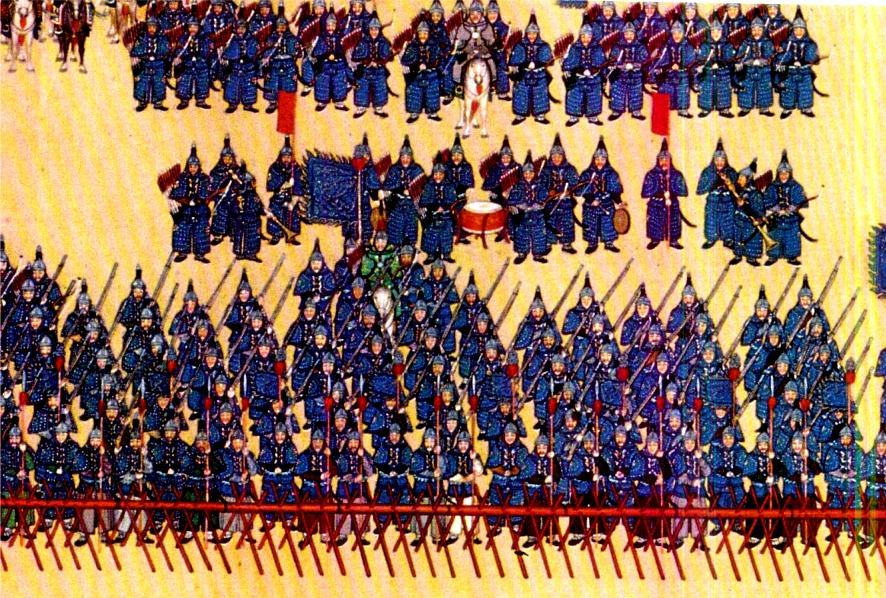
乾隆帝の治世下の正藍旗

八旗（はっき・ジャクン･グサ、満洲語：ᠵᠠᡴᡡᠨ
ᡤᡡᠰᠠ, メレンドルフ転写：jakūn gūsa）は、清代に支配階層である満洲人が所属した社会組織・軍事組織のことである。また、この制度を指して八旗制と呼ぶ。
八旗は旗と呼ばれる社会・軍事集団からなり、すべての満洲人は8個の旗のいずれかに配属された。後にはモンゴル人や漢人によって編成された八旗も創設される。八旗に所属する満洲人・モンゴル人・漢人は旗人（きじん、gūsa i niyalma）と総称され、清の支配階層を構成した。

## 歴史

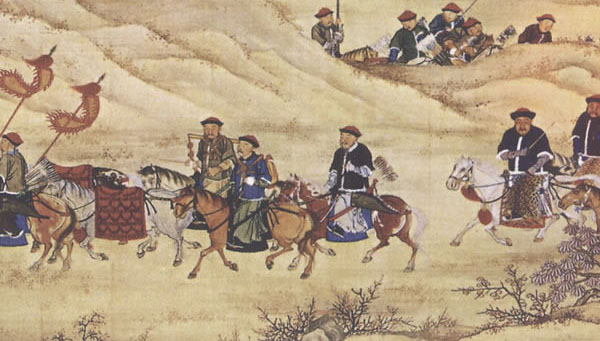
皇帝の狩りに随行する兵士たち

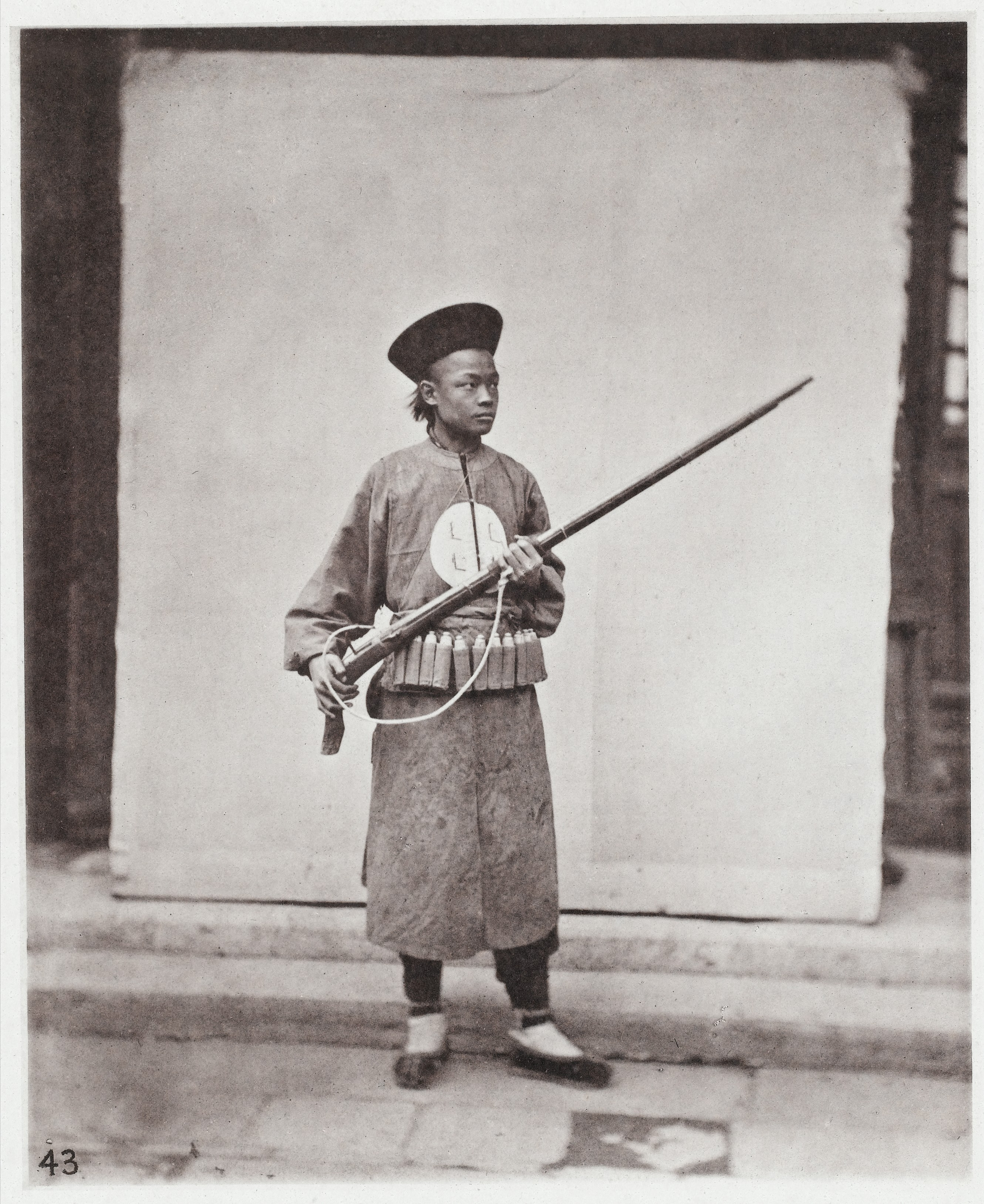
八旗の火縄銃兵（19世紀後期）

八旗は、清の始祖である太祖ヌルハチが、満洲人の前身である女真（jušen）を統一する過程で、女真固有の社会組織を「旗」と呼ばれる軍事集団として編成、掌握したことに始まる。
1601年にヌルハチがこの制度を創始した当初は
・黄（ᠰᡠᠸᠠᠶᠠᠨ, suwayan）
・白（ᡧᠠᠩᡤᡳᠶᠠᠨ, šanggiyan）
・紅（ᡶᡠᠯᡤᡳᠶᠠᠨ, fulgiyan）
・藍（ᠯᠠᠮᡠᠨ, lamun）
の4旗であったが、ヌルハチの統一事業の進展によって旗人の数が増えたため、各色に縁取り（「鑲 (金+襄)」ショウ）のある4旗が加えられ、1615年に
・正黄（ᡤᡠᠯᡠ ᠰᡠᠸᠠᠶᠠᠨ, gulu suwayan）
・鑲黄（ᡴᡠᠪᡠᡥᡝ ᠰᡠᠸᠠᠶᠠᠨ, kubuhe suwayan）
・正白（ᡤᡠᠯᡠ ᡧᠠᠩᡤᡳᠶᠠᠨ/ᡤᡠᠯᡠ ᡧᠠᠨᠶᠠᠨ, gulu šanggiyan/gulu šanyan）
・鑲白（ᡴᡠᠪᡠᡥᡝ ᡧᠠᠩᡤᡳᠶᠠᠨ/ᡴᡠᠪᡠᡥᡝ ᡧᠠᠨᠶᠠᠨ, kubuhe šanggiyan/kubuhe šanyan）
・正紅（ᡤᡠᠯᡠ ᡶᡠᠯᡤᡳᠶᠠᠨ, gulu fulgiyan）
・鑲紅（ᡴᡠᠪᡠᡥᡝ ᡶᡠᠯᡤᡳᠶᠠᠨ, kubuhe fulgiyan）
・正藍（ᡤᡠᠯᡠ ᠯᠠᠮᡠᠨ, gulu lamun）
・鑲藍（ᡴᡠᠪᡠᡥᡝ ᠯᠠᠮᡠᠨ, kubuhe lamun）
の8旗が整備された。
八旗は、ヌルハチが支配する後金（清の前身）に属するすべての構成員が編成された軍事・行政組織であった。このため、後金に服属したモンゴル人や投降した漢人将兵も、女真人同様に八旗に編入された。ホンタイジの時代、八旗内のモンゴル人集団と漢人集団をそれぞれ分離して独自のニルに組織し、かつこのニルをそれぞれグサ・ジャランに編成した結果、八旗各旗の内部は満・蒙・漢の三グサ編成となり、これが八旗満洲・八旗蒙古・八旗漢軍（「ujen cooha/烏真超哈」ともいう）となった 。
八旗に属する旗人たちは、平時は農耕・狩猟に従事しつつ要地の警備や兵役にあたった。要地の警備のために特定の場所に集団で移住させられた八旗を駐防八旗という。また、清が入関して万里の長城以南の全中国を支配するようになると、数多くの旗人が新たに首都となった北京へと移住させられ、北京の内城は旗人の街になった。こうした北京に住まう八旗を禁旅八旗という。
旗人には旗地と呼ばれる農地が支給されるなど、さまざまに優遇された。また旗人は、清の官制の特色である満漢偶数官制によって被支配民族である漢人とは別枠で同数のポストに就くことができ、相対的に人口が少ない旗人は清朝一代を通じて官僚の地位を世襲した。
しかし、旗人の人口が増大するとともに、支給される土地の窮乏や貧困が慢性化した。特に旗人の中核を占める満洲人は満洲語や民族文化を失って武芸を衰えさせた。18世紀末に起こった白蓮教徒の乱以降、各地で反乱が多発し国庫が窮乏して軍事訓練を行う余裕が失われたことや、人口増加に伴ってかつて騎射訓練などを行っていたモンゴル高原の南端まで華北の農民が入植して演習場が失われていったことなども挙げられる。こうして、清末までに八旗制は形骸化した。旗人は清朝の中期以降、言語的にはほとんど漢族と一体化しており、名前も漢語でつけられるようになっていたが、中華民国期以降は姓も漢人と同じように漢字一字の姓を名乗るようになり、ほとんど漢族に埋没していった。
その後も多くの旗人の末裔の中では、満洲人の後裔であるという意識は残ることになった。中華人民共和国は満洲人を満族として公式に少数民族のひとつに認めたが、旧支配者の満洲人であると登録する者は1万人に満たなかった。文化大革命中は旧特権層の後裔というだけで迫害の理由となったが、文革終結後は少数民族優遇措置によるメリットの方が大きくなり、現在は満族を民族籍とするかつての旗人の後裔は1000万人にものぼる。

## 八旗の編成
八旗制による基本的な編成形体は、有事の際に兵士となる成年男子300人を供出しえる集団をニル（niru、「矢」の意）とし、5ニルをジャラン（jalan、1500人）とし、5ジャランをグサ（gūsa、25ニル、7500人）とするものである。各グサは、各固有の旗を持って識別され、グサのことを漢語では「旗」と呼ぶようになった。なお、満洲語で旗(大旗、または旗印）自体は「gūsa」ではなく「turun」（略して「tu」）、小旗は「kiru」である。
新たに「満洲」という民族名で呼ばれるようになった女真人は、みな8個のグサ（旗）のうちいずれかの旗に所属させられたので、八旗は軍事組織であると同時に社会組織・行政組織であった。
各ニルにはニル･イ･エジェン（後、ニル･イ･ジャンギンに改称、佐領と漢訳）、各ジャランにはジャラン･イ･エジェン（後、ジャラン･イ･ジャンギンと改称、参領と漢訳）、そして各グサにはグサイ・エジェン（gūsai ejen、都統）が司令官として任じられ、グサイ・エジェンの下には副司令官として2人のメイレン・ジャンギン（meiren janggin、副都統）が任命され統括された（それらは八旗官と呼ばれる）。各グサにはさらにその上に、清朝の皇族である愛新覚羅氏の旗王が置かれ、グサイ・ベイレ（gūsai beile）、省略してベイレ（beile、貝勒）と呼ばれた。皇帝自身は正黄旗・鑲黄旗・正白旗3旗の王で、八旗による社会組織は、皇帝の領する3旗（dergi ilan gūsa、上三旗）と諸王の領するその他の5旗（fejergi sunja gūsa、下五旗）による部族連合国家という側面もある。下五旗の各旗の旗王は１人ではなく複数人おり、その中では爵位を元に序列が存在し、最も爵位の高い旗王が旗全体を代表していた。
各旗の内部は満洲・蒙古・漢軍グサと、奴僕で家政を担う下級旗人のボーイ（満文：ᠪᠣᠣᠢ, 転写：boo-i, 漢語：包衣）に分かれる。各旗王には各隷下に満洲・蒙古・漢軍ニルとボーイニルが与えられた。編成上は満洲・蒙古・漢軍は同旗の同種グサが集まって八旗満洲・八旗蒙古・八旗漢軍を構成する。これに対しボーイは各旗王に直属し、上三旗の場合は皇帝の内務府、下五旗の場合は各旗王の王府を構成した。
八旗の構造は元々満洲人に存在した部族（氏族）における族長と構成員の主従関係である主（ベイレ）と大臣（アンバン）と民（ジュシェン）、家（ボー）における主僕の関係である主（エジェン）と奴僕（アハ）の関係をそのまま発展させたものである。
八旗官はかつては家臣・領民を従えて割拠していた大小の領主（アンバンやベイレ）であり、それが八旗制の元に所領はニルという形に、領主という地位はジャンギン職という形に置き換えられて再編成されたものであり、領主の連合という側面も有していた。

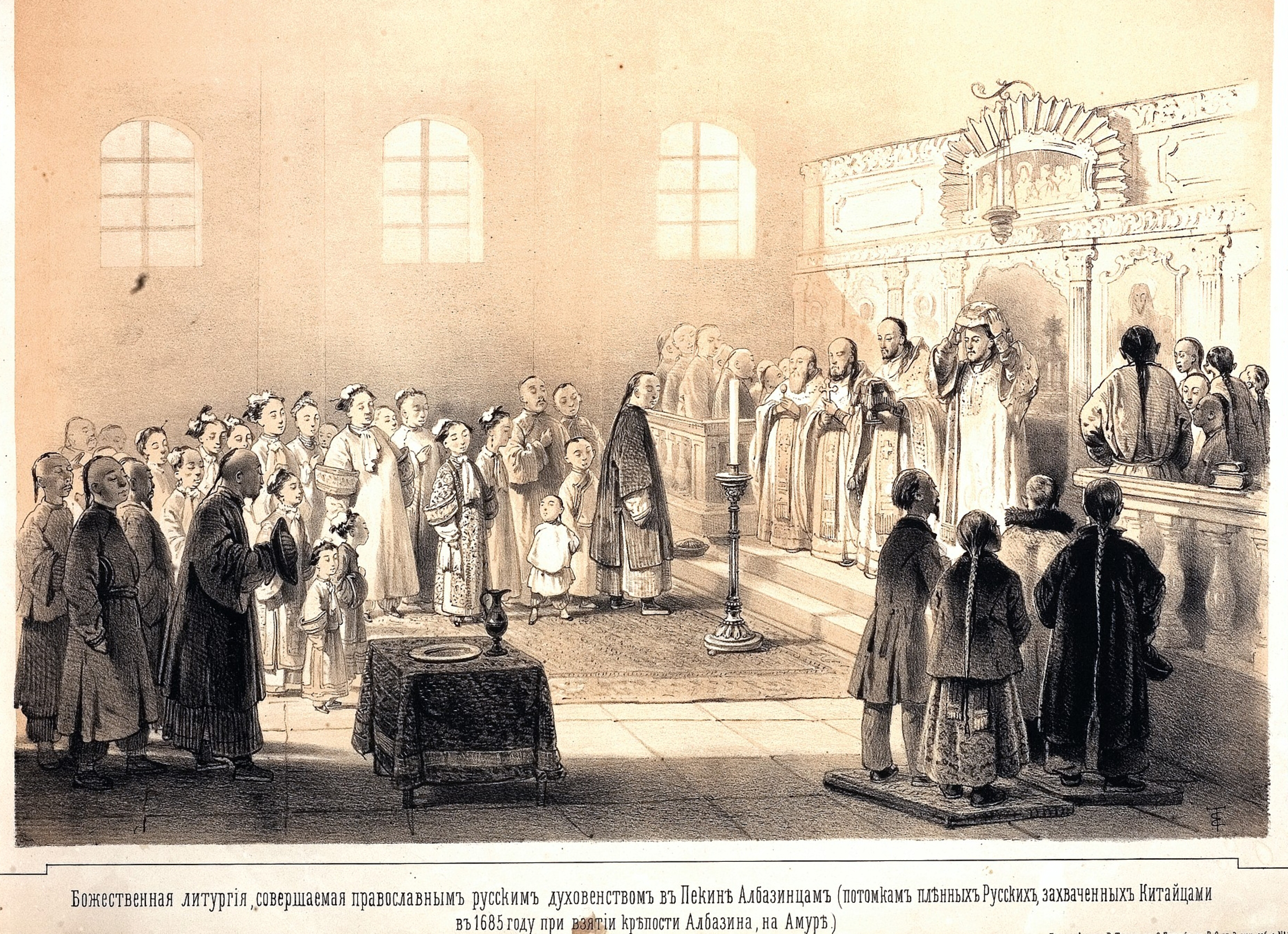
オロス・ニルでの正教会の奉神礼。編入された各民族はその言語や宗教などアイデンティティを維持することが求められ、出身地への案内役や交渉でも通訳や仲介役などの役割を求められた。

八旗は実際には満・蒙・漢人に限っていたわけではなく、ニルに編成されいずれかの旗に属するという基準さえ満たせばあらゆる帰順者が編入された。八旗満洲にもエヴェンキ、オロチョン、ダウール等の満洲人以外の北方民族(新満洲人)が編入された他、朝鮮人(高麗佐領)のニルも存在し、ロシア人捕虜（俄羅斯佐領）や亡命ベトナム人(安南黎氏佐領)、テュルク系ムスリム(現在のウイグル人。回子佐領)、チベット人(番子佐領)のニルも編成され八旗満洲や八旗漢軍に配属された。またヌルハチ時代などの初期に臣従したモンゴル人や漢人、朝鮮人は八旗満洲に配属されたままの場合もあった。
ボーイは戦争捕虜や拉致、困窮による身売りにより満洲人の元に連れてこられ仕えた漢人、高麗・朝鮮人が元になっており、主人が狩猟、交易、戦争を担うのに対し、家政、農業、牧畜を担い、どちらが欠けても生活が成立しえない関係であったため、上下関係は身分の差は厳格であるが親密な物であった。
旗人の忠誠はあくまで直属の旗王に向けられるものであり、皇帝直属の上三旗以外の旗人の皇帝に対する忠誠は、主人である旗王が忠誠を誓っているという間接的なものである。そのため康熙帝時の後継者争いのように派閥争いの危険性を内包していた。また旗人が官僚として各地に配属された時も、密かにその土地で得た利益や情報を主人である旗王に上納することも多く行われている。
臣従したモンゴル諸勢力も八旗制を元にした盟旗制度の元に再編成され、その長とされたモンゴル王侯であるジャサクは爵位を与えられ、旗王と同格とされた。
清初期に部隊ごと投降した明の武将孔有徳・耿仲明・尚可喜の集団も、八旗と同形式の組織に再編された上で天祐兵・天助兵という独立した軍団として従属し、彼らは三順王と呼ばれ旗王と同格に扱われた。後に呉三桂が加わって孔有徳が戦死して脱藩し、三藩となったが、三藩の乱後はこれらの漢人軍団は解体され八旗漢軍に編入された。

### 各八旗の概要

鑲黄旗

- 鑲黄旗 （kubuhe suwayan gūsa、クブヘ・スワヤン・グサ）： 上三旗に列する。

【清末期の管轄兵力】：84個佐領、2個半分佐領、約2万6000の兵
【総人口】：約13万人
【旗王】：大清帝国皇帝
【有名な出身者】：孝和睿皇后（嘉慶帝の皇后）、慈安等

正黄旗

- 正黄旗 （gulu suwayan gūsa、グル・スワヤン・グサ）： 上三旗に列する。

【清末期の管轄兵力】：92個佐領、2個半分佐領、約3万の兵（八旗満洲中で最多人口）
【総人口】：約15万人
【旗王】：大清帝国皇帝
【有名な出身者】：性徳（康熙帝の寵臣）、ソニン（重臣）

正白旗

- 正白旗 （gulu šanggiyan gūsa、グル・シャンギャン・グサ）： 上三旗に列する。

【清末期の管轄兵力】：86個佐領、約2万6000の兵
【総人口】：約13万人
【旗王】：大清帝国皇帝
【有名な出身者】：婉容、栄禄、端方（1905年、憲政視察使節団の一員）

正紅旗

- 正紅旗 （gulu fulgiyan gūsa、グル・フルギャン・グサ）： 下五旗に列する。

【清末期の管轄兵力】：74個佐領、兵2万3000
【総人口】：約11万5000人
【旗王】：礼親王、順承郡王
【有名な出身者】：ヘシェン（乾隆帝の奸臣）、老舎

鑲白旗

- 鑲白旗（kubuhe šanggiyan gūsa、クブヘ・シャンギャン・グサ） ： 下五旗に列する。

【清末期の管轄兵力】：84個佐領、約2万6000の兵
【総人口】：約13万人
【旗王】：粛親王
【有名な出身者】：曹雪芹、アグイ、善耆（粛親王）とその娘顯㺭（日本名川島芳子）、載澤（1905年、憲政視察使節団の一員）、雍正帝（皇子時代（雍親王）は旗王）

鑲紅旗

- 鑲紅旗（kubuhe fulgiyan gūsa、クブヘ・フルギャン・グサ） ： 下五旗に列する。

【清末期の管轄兵力】：86個佐領、兵2万6000
【総人口】：約13万人
【旗王】：克勤郡王、荘親王
【有名な出身者】：珍妃（光緒帝の寵妃）

正藍旗

- 正藍旗（gulu lamun gūsa、グル・ラムン・グサ） ： 下五旗に列する。

【清末期の管轄兵力】：83個佐領、11個半分佐領、兵2万6000
【総人口】：約13万人
【旗王】：睿親王、豫親王
【有名な出身者】：崇綺（1864年の状元。戸部尚書。同治帝の孝哲毅皇后の父）

鑲藍旗

- 鑲藍旗（kubuhe lamun gūsa、クブヘ・ラムン・グサ） ： 下五旗に列する。

【清末期の管轄兵力】：87個佐領、1個半分佐領、兵2万7000
【総人口】：約13万5000人
【旗王】：鄭親王
【有名な出身者】：侯宝林（演芸芸術家）、慈禧（咸豊帝の貴妃、西太后）、粛順（辛酉政変で処刑された戸部尚書）

## 禁旅八旗
禁旅八旗は、清が長城以南に入関した後、首都となった北京を警備するために北京城に移住させた八旗のことで、清朝皇帝の近衛兵である。
順治帝時代、禁旅八旗には、驍騎営（aliha coohai kūwaran）、前鋒営（gabsihiyan i kūwaran）、護軍営（bayara i kūwaran）、歩兵営が設けられ、各々驍騎（馬甲、馬兵とも称する）、前鋒、護軍、親軍（gocika bayara）及び歩兵（yafahan cooha）を統括した。その後、火器営（tuwa i agūra i kūwaran）、健鋭営（silin dacungga kūwaran）、内府三旗護軍営（booi ilan gūsai bayara i kūwaran）、前鋒営、驍騎営、円明園八旗護軍営、三旗虎槍営等も設置された。
前鋒、護軍、驍騎、親軍、歩兵は、八旗佐領の下から選抜され、人数は、時代によって変化している。乾隆帝時代、驍騎3万4000、護軍1万5000、前鋒1700、歩軍2万1000、親軍1700、健鋭兵2000、火器営兵6000、虎槍営兵600、及び藤牌兵（kalkangga cooha）等、計約9万人がいた。
これ以外に領侍衛府が設置され、領侍衛内大臣6人、内大臣6人が置かれ、上三旗の一等、二等、三等満洲蒙古侍衛570人、藍翎侍衛（lamun funggala）90人、四等待衛（duici jergi i hiya）、御前侍衛（gocika hiya）、乾清門侍衛（kiyan cing men i hiya）、漢侍衛若干名、計1800人余りを管轄した。紫禁城の警備に関しては、領侍衛府の責任が最も重く、地位も最高で、宮殿の宿衛と巡幸等の諸事を総括した。紫禁城内の各門、各宮殿には、領侍衛内大臣（hiya kadalara dorgi amban）が侍衛、親軍、上三旗、内府三旗前鋒、護軍、驍騎宿衛を派遣した。
紫禁城外の周囲は、下五旗護軍が守衛した。紫禁城外から皇城以内は、満洲八旗歩軍が守衛し、皇城外から大城以内は、満洲、蒙古、漢軍八旗歩軍が守衛した。大城外は、五城巡捕営からの1万の緑営兵が守衛、巡邏した。

## 駐防八旗(seremšeme tehe jakūn gūsa)[3]

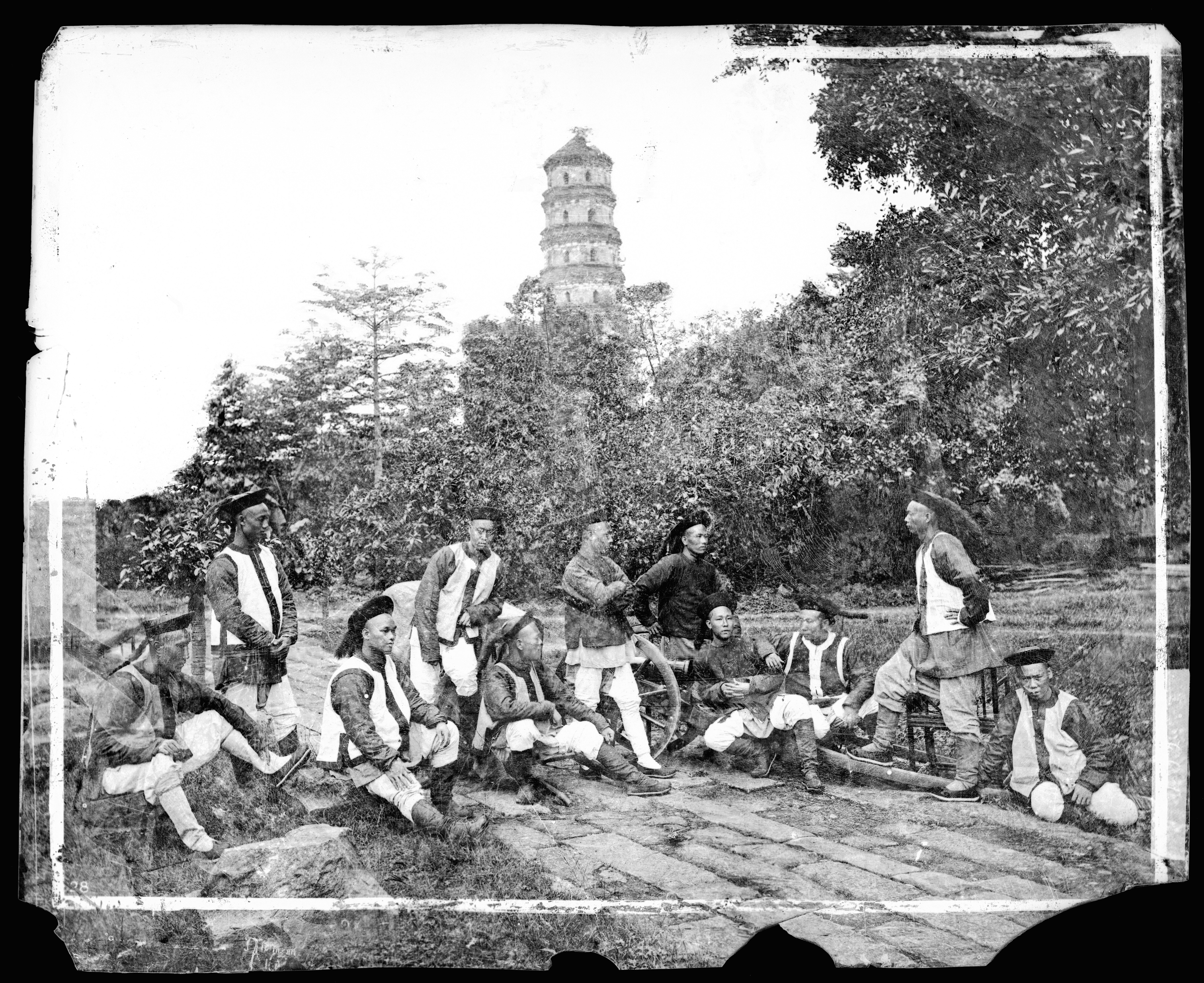
広州の駐防旗兵（1869年）

駐防八旗は、清の入関後、各地の反清運動を鎮圧し、統制を強化するために派遣された八旗である。駐防八旗は、畿輔駐防、東三省駐防、各省駐防、新疆駐防の4系統に分けることができる。
畿輔駐防は、直隷駐防とも称され、乾隆帝後期、良郷、昌平、水平、保定等25ヶ所に8000人が駐屯した。
東三省駐防は、盛京、吉林、黒龍江駐防に分かれる。盛京駐防は、盛京将軍が統括し、盛京、遼陽、開原等40ヶ所に1万6000人が駐屯した。吉林駐防は、吉林将軍が統括し、兵力は9000人だった。黒龍江駐防の八旗兵とソロン（索倫）族兵7000人は、黒龍江将軍が統括した。
各省駐防は、山東、山西、河南、江蘇、浙江、四川、福建、広東、湖北、陝西、甘粛等11省の20都市に駐屯し、乾隆帝後期、計4万5000人に達した。各省駐防は、各都市に設けられた将軍又は副都統が管轄し、各省駐防の兵数は300 - 3000人程度だった。
新疆駐防は、西域兵とも称され、ジュンガル部、ウイグル部の征服後に設置された。兵数は1万5000人で、イリ将軍が統括した。